# سانگای هانچ
سانگای هانچ (به لاتین: Sungai Hanching) یک منطقهٔ مسکونی در برونئی است که در Berakas 'B' واقع شده‌است.